# عباس إبراهيم حجازي
عباس إبراهيم حجازي كان قائدا في حزب الله. قتل في عام 2015 في مرتفعات الجولان التي تحتلها إسرائيل في محافظة القنيطرة في سوريا خلال الحرب الأهلية السورية من قبل إسرائيل.

## السيرة الذاتية
عباس إبراهيم حجازي المعروف أيضا باسم سيد عباس ولد في عام 1979 في الغازية في منطقة صيدا بجنوب لبنان. كان والده المعروف بكنية أبو كمال عضوا مؤسسا في حزب الله. كان حجازي متورطا في حرب لبنان 2006 وقاتل مع حزب الله ضد المتمردين السوريين في القصير ويبرود في سوريا في عام 2014. كان متزوجا من ابنة أبو حسن سلامة وهو قائد حزب الله الذي قتله الإسرائيليون في عام 1999.

## الاغتيال
في عام 2015 بعد أيام من إعلان حسن نصر الله أن العدوان الجوي الإسرائيلي على سوريا يعني أن الجمهورية العربية السورية وحلفاءها لهم الحق في الرد. قامت مروحية إسرائيلية بتفجير عباس إبراهيم حجازي وخمسة من قادة حزب الله الآخرين بما في ذلك جهاد مغنية ومحمد عيسى في محافظة القنيطرة. كانوا يقودون قافلة في محافظة القنيطرة إلى جانب حرس الثورة الإسلامية الإيراني بالقرب من مرتفعات الجولان التي تحتلها إسرائيل وفي 18 يناير 2015 دمرت المروحية الإسرائيلية القافلة.